# Парламентские выборы в Дании (2019)
Парламентские выборы в Дании прошли 5 июня 2019 года. Выборы в Дании состоялись почти сразу после выборов в Европарламент, которые в местных политических кругах рассматривались как проба сил для парламентских партий страны.
Были избраны 179 депутатов Фолькетинга — 175 от собственно Дании, по 2 от Фарерских островов и Гренландии. 135 депутатов избираются пропорциональным голосованием в 10 избирательных округах (места распределяются по методу д’Ондта), ещё 40 мест равномерно распределяются для отображения адекватной картины предпочтений избирателей (места распределяются по методу Сент-Лагю). Заградительный барьер для прохождения в парламент составляет 2 % голосов.
Результатом выборов стала победа «красного блока» во главе с Метте Фредериксен. Ларс Расмуссен высказался по поводу договора своих оппонентов, назвав его «красно-зелёным списком пожеланий», который «не подкреплён финансированием и не конкретен».

## Результаты
По итогам выборов две ведущие соперничающие между собой партии — либеральная Венстре (ПВ) и Социал-демократическая партия Дании (СДПД) — получили наибольшее число голосов (23,4 % и 25,9 % соответственно). Для социал-демократов результаты выборов были худшими за последние годы, они приобрели дополнительно всего один мандат, в то время как партия Венстре — 9 мандатов
Третья по величине и влиянию Датская народная партия (ДНП), как это и предрекали предшествовавшие выборам опросы, потерпела крупное поражение, потеряв 21 мандат и набрав всего 8,7 % голосов (на выборах 2015 года у неё было 37 мандатов и 21,1 % голосов).
Помимо конкуренции между отдельными партиями, было проявлено острое соперничество «красного блока» (СДПД, Социал-либеральная партия, Социалистическая народная партия, Красно-зелёная коалиция, Социал-демократическая партия Фарерских островов и гренландская партия «Вперёд») с «синим блоком» (буржуазные: Венстре, Либеральный альянс и Консервативная народная партия, а также поддерживающая их блок в парламенте Датская народная партия). Первый блок получил 93 мандата, его конкуренты — 76, что дало социал-демократам преимущественное право формировать правительство.
Лидер партии Метте Фредериксен уже на следующий день после выборов начала переговоры о его составе. Они были интенсивными и длились по датским меркам продолжительное время — три недели (таких длительных переговоров не было с 1988 года). Незадолго до полуночи 25 июня Фредериксен наконец смогла объявить, что партии пришли к соглашению и была создана база для формирования социал-демократического правительства меньшинства. Соглашение на 18 страницах стало основой для его будущих действий, и было охарактеризовано составителями как прогрессивное, справедливое, наступательное и «зелёное». 27 июня было сформировано новое правительство страны.
| Партия                                  | Голосов          | Мест | Δ    |
| --------------------------------------- | ---------------- | ---- | ---- |
| Социал-демократы                        | 914 882 (25,9 %) | 48   | ▲ 1  |
| Венстре                                 | 826 161 (23,4 %) | 43   | ▲ 9  |
| Датская народная партия                 | 308 513 (8,7 %)  | 16   | ▼ 21 |
| Радикальная Венстре                     | 304 714 (8,6 %)  | 16   | ▲ 8  |
| Социалистическая народная партия        | 272 304 (7,7 %)  | 14   | ▲ 7  |
| Единый список — Красно-зелёная коалиция | 245 100 (6,9 %)  | 13   | ▼ 1  |
| Консервативная народная партия          | 233 865 (6,6 %)  | 12   | ▲ 6  |
| Альтернатива                            | 104 278 (3,0 %)  | 5    | ▼ 4  |
| Новые правые                            | 83 201 (2,4 %)   | 4    | ▲ 4  |
| Либеральный альянс                      | 82 270 (2,3 %)   | 4    | ▼ 9  |
| Stram Kurs                              | 63 114 (1,8 %)   | 0    | ▬    |
| Христианские демократы                  | 60 944 (1,7 %)   | 0    | ▬    |
| Klaus Riskær Pedersen                   | 29 600 (0,8 %)   | 0    | ▬    |
| Независимые                             | 2774 (0,1 %)     | 0    | ▬    |